# Контрареформи на Александър III
Контрареформите на Александър III в Руската империя са редица социални мероприятия и законодателни промени в съдебната сфера, образованието и селското стопанство, насочени към преодоляването на негативния ефект от предходните либерални реформи на Александър II. Провеждат се през 1880-те години.
Убийството на император Александър II оставя потресаващо впечатление във всички слоеве на руското общество. Като обществени виновници, вън от извършителите на самия атентат, са възприети либералните деятели, предоставили посредством извършените реформи възможността да се стигне до тази обществена трагедия - цареубийството.
Разследването на атентата, дело на първомартовци, изправя новото руско правителство на Александър III пред необходимостта да дири и премахне причините за цареубийството. По този начин са ревизирани редица предходни постановки в някои сфери на обществените отношения, като са наложени редица полицейски мерки, част от които насочени към евреите - майски закони.
Главен идеолог на тези мероприятия и преобразувания е Министерството на вътрешните работи, начело на което е граф Дмитрий Толстой.